# ۲۱۶ (میلادی)
۲۱۶ (میلادی) دویست  و شانزدهمین سال تقویم میلادی است.

## زادگان
- ۱۴ آوریل - مانی _ پیامبر ایرانی، زاده: در نزدیکی تیسفون.

‎